# 青春家族
《青春家族》（せいしゅんかぞく），NHK於1989年4月至9月播出的一部電視連續劇，主要演員為清水美砂、稻垣吾郎、橋爪功、陣內孝則等。

## 角色一覽
- 阿川咲：清水美砂
- 阿川麻子（小咲的媽媽）：石田步
- 潮木史生（小咲的丈夫）：陣內孝則 （香港配音：黃健強）
- 阿川久司（小咲的爸爸）：橋爪功
- 阿川大地（小咲的弟弟）：稲垣吾郎
- 阿川寅子（小咲的奶奶）：楠敏江
- 岩井一馬（小咲的外公）：高品格
- 岩井一之（小咲的大舅）：逸見政孝
- 岩井一歩（小咲的二舅）：所喬治
- 岩井久美：大多貴子
- 旗真弓：中村梓
- 三上鏡介：加藤昌也
- 井上數子：高田敏江
- 小出節：相築彰子
- 諸口數江：田川和子
- 田淵繪理：西川峰子
- 富永房子：室井滋
- 潮木麗子：根岸明美
- 潮木育子：西田光
- 松永吾朗：園田裕久
- 久保榮：岡本麗
- 田口周：根本卓哉
- 五十嵐幸雄：植田俊
- 佐藤明子：小高惠美
- 春夫：長倉大介
- 助理：相原勇
- 旁白：杉浦圭子